# Cantón Tena
El cantón Tena es una entidad territorial subnacional ecuatoriana, de la Provincia de Napo. Está ubicada sobre el valle del río Misahuallí y está situada a una altitud de 510 msnm., en la Región Amazónica del Ecuador. Tiene un clima cálido-húmedo por la presencia de la selva y su temperatura promedio es de 25 °C. 
Su humedad es del 90 al 100 %. Tena tiene 15 561 habitantes, en el cantón viven 51 640 habitantes, 35 979 en el área rural. 
La ciudad está dividida en 1 parroquia, la cual se subdivide en barrios.
La ciudad es el centro político de la provincia, alberga los principales organismos gubernamentales, culturales y comerciales del Napo.

## Bandera del Cantón
La Bandera del Cantón Tena es de forma rectangular, dividida horizontalmente en dos franjas de iguales dimensiones. La franja superior de color oro simboliza la riqueza aurífera, mientras la inferior de color verde representa la abundante y rica flora del cantón.

## Escudo del Cantón
El escudo consta en su parte superior de una banda con el lema "CANTON TENA" y un gorro frigio que representa el sistema republicano del país al cual se honra en pertenecer; en sus extremos se haya la bandera del cantón; y en su parte central rodeado de un revestimiento de pergamino se encuentra el blasón, el mismo que está dividido en tres cuarteles:
1. El cuartel izquierdo, que muestra en su parte superior una batea para lavar oro, exponente de la riqueza aurífera; en su parte central, entrecuzados un remo, símbolo de navegabilidad de los ríos y de los derechos ecuatorianos sobre el Amazonas, con un machete y un pico que representan el trabajo; y un poco más abajo, se encuentra un mosquete que simboliza el valor desplegado por los colonizadores y el afán de velar por la integridad territorial de la patria.
2. El cuartel central, en su parte superior está el sol sobre una cadena de montañas de las cuales nace un río en cuya corriente nada un pez, las orillas del río representan la floresta tropical, el río con el pez simbolizan la magnificencia y grandiosidad de los ríos amazónicos ricos en variedades piscícolas.
3. En el cuartel derecho se exhibe una cornucopia llena de frutas propias de la zona.

| Coro Tena, orquídea que glosa poemas de trabajo, pujanza y verdor. Reina altiva que teje diademas con petróleo de ingente valor . |  | Estrofas Yumba Virgen de sol y palmeras con tu rostro de viento y cristal; por tus calles desfilan quimeras de un lejano Dorado inmortal. Y tus ríos con flecos de arena son dos cintas de un mismo color aravicos el Pano y el Tena, te improvisan arpegios de amor. |  | Yumba Virgen de sol y palmeras con centurias de olvido letal en jornadas asaz tesoneras te has forjado un futuro ideal. Del cauchero heredaste osadía; del colono viril, el tesón; la paciencia de la yumbería y el respeto de la religión. |  | Cada barrio resume adelanto en el cáliz de alada ilusión; el progreso difunde su canto de la selva por todo rincón Cuatro siglos de fe y sacrificio se plasmarón al fin en solaz, cuatro siglos que son el inicio de un presente aureolado de paz. |  |  |

## Geografía
Hidrografía
Por la ciudad de Tena atraviesan dos ríos: el río Tena y el río Pano, los cuales se juntan en dicha ciudad. Unos pocos kilómetros más abajo, el río se une con el río Misahuallí, el cual desemboca en el río Napo en la población de Puerto Misahuallí.
Orografía
Cerca y alrededor de la ciudad de Tena existen elevaciones menores, como Pasourco, Pullurco, Chiuta, Tamburo, Itaurco, etc. La Cordillera de Galeras entra al territorio del cantón Tena en el sector donde nace el río Pusuno, en la línea divisoria con el cantón Loreto (provincia de Orellana).

## Límites
Norte: Archidona y Loreto (Orellana)
Sur: Arosemena Tola, Baños (Tungurahua) y Arajuno (Pastaza)
Este: Orellana (Orellana)
Oeste: Latacunga (Cotopaxi), Salcedo (Cotopaxi) y Baños  (Tungurahua)

## Economía
El 32% de la población económicamente activa se dedica a las actividades agrícolas y pecuarias. La prestación de servicios en calidad de funcionarios, empleados públicos, de la pequeña industria y manufactura siguen en importancia.
En la ciudad de Tena se concentra la administración pública provincial, en la cual existe buena actividad económica que se averbera en la instalación de diferentes tipos de comercio como tiendas, almacenes, restaurantes, hoteles, cooperativas de taxis, camionetas, farmacias, etc. 

## Turismo
El Parque Amazónico La Isla (PALI): Centro de interpretación ambiental donde se difunde el valor de nuestro bosque y la conservación de los recursos naturales a través de educación ambiental. El Parque se constituye en un muestrario del ecosistema amazónico, en donde la flora nativa se observa en todo su esplendor. El 15 de noviembre de 1995 el Parque Amazónico abrió sus puertas al público. Se encuentra en la confluencia de los ríos Pano y Tena. Se accede a él a través de un puente colgante ubicado en el extremo sur de la avenida Francisco de Orellana, en el barrio Bellavista. Cuenta con 24 hectáreas.
Puerto Misahuallí: Es un balneario de río con arena blanca y blanda. La playa está decorada por decenas de árboles que son el hábitat de Peco el mono y sus descendientes. Si Peco encuentra a una persona en el parque se acerca para hacerse presente. Ellos están acostumbrados a los turistas y no siente ningún temor para tomar lo que necesite de casas y tiendas; son uno de los atractivos del pueblo. Carnaval de Misahuallí: Puerto Misahualli por más de 17 años viene realizando el Carnaval Playero en su hermosa playa de agua dulce, este festival se lo realiza con artistas locales, nacionales e internacionales, este festival se lo realiza el domingo de carnaval.
ArtesaníaLa población de Tena se dedica a la elaboración de adornos en mazapán, y la confección de artículos en cuero y pieles de animales.

## Flora y fauna
La provincia está llena de ríos, siendo uno de sus principales atractivos. Los ríos forman varias lagunas de interés botánico y zoológico como: Añangucocha y Limoncocha , cuna de arañas, caimanes y muchos insectos, como también de orquídeas, mariposas, tucanes, loros, papagayos, etc que se pueden encontrar en la selva amazónica.